# Chung kết Cúp FA 2025
Trận chung kết Cúp FA 2025 là trận đấu bóng đá được diễn ra tại Sân vận động Wembley ở London, Anh vào ngày 17 tháng 5 năm 2025 giữa hai câu lạc bộ Crystal Palace và Manchester City, để xác định nhà vô địch của Cúp FA 2024–25. Đây là trận chung kết thứ 144 của Cúp FA, giải đấu cúp lâu đời nhất của bóng đá Anh.
Crystal Palace đã giành chiến thắng với tỷ số 1–0 bằng bàn thắng duy nhất trong hiệp một do công của cầu thủ chạy cánh Eberechi Eze. Thủ môn Dean Henderson đã cứu thua một quả phạt đền cho đội, giúp cho câu lạc bộ giành được danh hiệu lớn đầu tiên trong lịch sử 120 năm thành lập. Với tư cách là nhà vô địch Cúp FA, Crystal Palace giành được quyền chơi trận Siêu cúp Anh 2025 cùng với Liverpool – nhà vô địch của giải Ngoại hạng Anh 2024–25. Ngoài ra, họ đã có thể tham dự vòng phân hạng của UEFA Europa League 2025–26, nhưng cuối cùng chỉ được tham dự UEFA Conference League 2025–26. Tuy nhiên, đây vẫn sẽ là giải đấu châu lục đầu tiên đội bóng này tham dự, nếu không tính Intertoto Cup hiện đã không còn tồn tại.
Đối với Manchester City, đây là trận chung kết FA Cup thứ ba liên tiếp và là trận chung kết thứ hai liên tiếp mà họ để thua, trở thành đội thứ mười trong lịch sử giải đấu để thua hai trận chung kết liên tiếp.

## Đường đến trận chung kết

### Crystal Palace
| Vòng                                                           | Đối thủ              | Tỷ số |
| -------------------------------------------------------------- | -------------------- | ----- |
| 3                                                              | Stockport County (H) | 1–0   |
| 4                                                              | Doncaster Rovers (A) | 2–0   |
| 5                                                              | Millwall (H)         | 3–1   |
| TK                                                             | Fulham (A)           | 3–0   |
| BK                                                             | Aston Villa (N)      | 3–0   |
| Chú thích: (H) = Sân nhà; (A) = Sân khách; (N) = Sân trung lập |                      |       |

Với việc đang chơi tại giải Ngoại hạng Anh, Crystal Palace bước vào giải đấu từ vòng thứ ba. Họ bắt đầu hành trình FA Cup của mình bằng chiến thắng sít sao 1–0 trên sân nhà trước Stockport County; bàn thắng duy nhất được ghi bởi Eberechi Eze. Sau đó, Palace đã đánh bại đội bóng chơi tại League Two Doncaster Rovers với tỷ số 2–0, nhờ các bàn thắng của Daniel Muñoz và Justin Devenny. Gặp đối thủ cùng thành phố Millwall trong trận derby đông nam London ở vòng thứ năm, tiền đạo Crystal Palace Jean-Philippe Mateta đã phải rời sân bằng cáng chỉ chín phút sau khi trận đấu bắt đầu sau pha va chạm với thủ môn Millwall Liam Roberts, người đã phải nhận thẻ đỏ trực tiếp vì hành động đá vào đầu Mateta bằng giày, pha vào bóng khiến Mateta phải khâu 25 mũi. Khi Millwall chỉ còn mười người, Palace nhanh chóng giành quyền kiểm soát trận đấu để giành chiến thắng 3–1 với bàn phản lưới nhà của Japhet Tanganga, tiếp theo là các bàn thắng của Daniel Muñoz và Eddie Nketiah.
Ở vòng tứ kết, Crystal Palace đã được bốc thăm gặp câu lạc bộ Premier League khác là Fulham. Mặc dù phải làm khách tại Craven Cottage, Palace đã dễ dàng đánh bại đội bóng phía tây nam London với tỷ số 3–0 khi Eberechi Eze, Ismaïla Sarr và Eddie Nketiah đều ghi tên mình lên bảng tỷ số. Trong trận bán kết gặp Aston Villa tại Wembley, Crystal Palace đã giành chiến thắng 3–0 nhờ bàn thắng của Eberechi Eze và cú đúp của cầu thủ Ismaïla Sarr. Chiến thắng này đã đưa Palace vào trận chung kết Cúp FA thứ ba của họ, và là lần đầu tiên kể từ 2016 khi đội để thua Manchester United với tỷ số 1–2 và Joel Ward là cầu thủ duy nhất còn sót lại của Palace từ trận chung kết năm 2016.

### Manchester City
| Vòng                                                           | Đối thủ               | Tỷ số |
| -------------------------------------------------------------- | --------------------- | ----- |
| 3                                                              | Salford City (H)      | 8–0   |
| 4                                                              | Leyton Orient (A)     | 2–1   |
| 5                                                              | Plymouth Argyle (H)   | 3–1   |
| TK                                                             | Bournemouth (A)       | 2–1   |
| BK                                                             | Nottingham Forest (N) | 2–0   |
| Chú thích: (H) = Sân nhà; (A) = Sân khách; (N) = Sân trung lập |                       |       |

Với tư cách là đội bóng đang thi đấu tại giải Ngoại hạng Anh và là đương kim á quân của Cúp FA, Manchester City bước vào giải đấu ở vòng thứ ba. Họ khởi đầu chiến dịch bằng chiến thắng áp đảo 8–0 trên sân nhà trước đội bóng League Two Salford City. James McAtee là người đã lập hat-trick trong hiệp hai và Jérémy Doku lập một cú đúp, cùng với Divin Mubama, Jack Grealish và Nico O'Reilly điền tên lên bảng tỷ số. Đây là chiến thắng đậm nhất của Man City kể từ khi đội bóng này đánh bại Watford với cùng tỷ số vào năm 2019. Manchester City sau đó đã lội ngược dòng giành chiến thắng trước Leyton Orient ở vòng bốn với các bàn thắng của Abdukodir Khusanov và Kevin de Bruyne, trước đó là một bàn phản lưới nhà của Stefan Ortega. Ở vòng thứ năm, Man City đã đánh bại Plymouth Argyle với tỷ số 3–1 mặc dù để cho Plymouth dẫn trước với pha làm bàn của Maksym Talovierov. Ba bàn thắng được ghi gồm một cú đúp của Nico O'Reilly và một bàn thắng của Kevin de Bruyne, người cũng sở hữu một pha kiến tạo trong trận đấu.
Ở vòng tứ kết, Manchester City phải đối đầu với đội bóng cũng đang thi đấu tại Premier League là Bournemouth trong chuyến làm khách tại Dean Court. Evanilson đã đưa Bournemouth dẫn trước trong hiệp một nhưng trong trận đấu thứ ba liên tiếp tại giải, Man City đã lội ngược dòng với các bàn thắng của các tiền đạo Erling Haaland và Omar Marmoush để ấn định chiến thắng cho đội bóng. Trong trận bán kết tại Wembley, Manchester City đã giành chiến thắng 2–0 trước Nottingham Forest nhờ các bàn thắng của Rico Lewis và Joško Gvardiol.
Đây là lần đầu tiên Manchester City góp mặt trong ba trận chung kết FA Cup liên tiếp; trước đó họ đã từng vào chung kết các năm 2023 và 2024.

## Trước trận
Những màn trình diễn đặc sắc đã diễn ra tại sân Wembley trước trận đấu, với DJ Tony Perry làm người dẫn dắt, được hỗ trợ bởi Dàn nhạc Hoàng gia Marines của Đức Vua. Bài hát truyền thống trước trận chung kết FA Cup, "Abide with Me", đã được thể hiện bởi Sinead Ashiokai, trong khi Siena MBC trình bày quốc ca "God Save the King".
Trận chung kết được truyền hình trực tiếp tại Vương quốc Anh trên BBC One, ITV1, STV và UTV, và phát trực tuyến qua BBC iPlayer, ITVX và STV Player. Đài phát thanh quốc gia được cung cấp bởi BBC Radio 5 Live và Talksport, với các đài phát thanh địa phương BBC Radio London và BBC Radio Manchester cũng phát sóng bình luận về trận đấu.

## Trận đấu

### Diễn biến
Pep Guardiola đã lựa chọn một đội hình với thiên hướng tấn công cho Manchester City, và ngay từ đầu, đội bóng của ông đã hoàn toàn thống trị trận đấu. Erling Haaland có cơ hội rõ ràng đầu tiên ở phút thứ 6 khi anh đón một quả tạt sâu từ cánh phải, nhưng không thắng được thủ môn Dean Henderson của Crystal Palace. Man City tiếp tục duy trì thế trận áp đảo và có một số quả phạt góc, trong đó cả Gvardiol và Akanji đều có các pha đánh đầu bị Henderson cản phá. Tuy nhiên, khi trận đấu đang nằm trong tầm kiểm soát của City, Crystal Palace bất ngờ phản công và có bàn thắng dẫn trước. Từ một pha phát bóng dài của trung vệ Chris Richards, Jean-Philippe Mateta đã có một pha phối hợp 1-2 tinh tế với Daichi Kamada, rồi chuyền cho Daniel Muñoz bứt tốc bên cánh phải, tạt bóng vào trong cho Eberechi Eze thực hiện cú volley một chạm, mở tỷ số ở phút 16. Muñoz suýt nữa đã tạo ra bàn thắng thứ hai cho Palace chỉ ba phút sau, với một pha tấn công gần như tương tự, nhưng cú sút của Ismaïla Sarr đã bị thủ môn Ortega chặn lại.
Đến phút 23, một tình huống gây tranh cãi đã xảy ra khi Erling Haaland và thủ môn Dean Henderson của Palace cùng tranh bóng trong một pha chuyền dài của Joško Gvardiol. Henderson đã dùng tay đẩy bóng ra ngoài khu vực 16m50, mặc dù chân của anh ta vẫn nằm trong vòng cấm. Sau khi xem lại qua VAR, trọng tài đã quyết định không rút thẻ đỏ với Henderson. Tuy nhiên, đến phút 36, Man City được hưởng quả phạt đền khi Tyrick Mitchell của Palace bị cho là đã phạm lỗi với Bernardo Silva, mặc dù Silva đã bắt đầu ngã xuống khi Mitchell thực hiện pha truy cản. Tuy nhiên, quả phạt đền của Omar Marmoush đã bị Henderson cản phá xuống bên phải, và cả cú sút bồi của Haaland cũng không thể đánh bại thủ môn này. Duko có một cú sút bị Henderson cản phá ở phút 42, và đội trưởng Marc Guéhi đã kịp thời giải nguy trước khi bóng có thể đi vào lưới. Dù vậy, Palace vẫn dẫn trước 1-0 khi kết thúc hiệp 1.
Ngay từ đầu hiệp 2, Man City có cơ hội khi họ thực hiện một quả treo bóng đến vị Haaland nhưng không thành công. Phút 58, từ pha ném biên sâu của Richards đã gây ra sự hỗn loạn trong vòng cấm, bóng đến chân Muñoz dứt điểm chạm người cầu thủ Palace khiến thủ môn Ortega không thể bắt dính và sau đó chính cầu thủ này băng lên dứt điểm tung lưới Man City. Tuy nhiên, sau khi tham khảo VAR, bàn thắng bị hủy do lỗi việt vị của Ismaïla Sarr. Daichi Kamada sau đó có một cú sút nguy hiểm ở phút 67 từ ngoài vòng cấm, nhưng bóng đi vọt xà. Phút 72, cú sút của Kevin De Bruyne từ ngoài vòng cấm đã trúng vào người tiền vệ Adam Wharton của Palace. Nico O'Reilly sau đó cũng có một cơ hội ở phút 74 khi đối mặt với khung thành, nhưng anh đã không thể dứt điểm kịp thời và bị các hậu vệ Palace áp sát, cản phá thành công.
Trong 15 phút cuối trận, cả hai đội có sự thay đổi người. Tiền đạo Mateta của Palace được thay bằng Eddie Nketiah, trong khi City đưa Phil Foden và Claudio Echeverri vào sân thay cho Silva và Marmoush để làm mới hàng công. Echeverri, một sự thay đổi bất ngờ trong đội hình, đã có một cơ hội tuyệt vời để ghi bàn ngay khi vừa vào sân, nhưng cú sút của anh đã bị Henderson cản phá ở phút 82. Muñoz sau đó có một cú sút vọt xà ở phút 86, trước khi Pep Guardiola tiếp tục thay người với İlkay Gündoğan vào sân thay Silva.
Trận đấu có đến 10 phút bù giờ, trong đó De Bruyne có một cú sút từ ngoài vòng cấm ở phút 90+2, nhưng City không thể có bàn gỡ hòa. Palace sau đó đã bảo vệ thành công tỷ số 1-0 trong những phút cuối và giành chức vô địch FA Cup lần đầu tiên trong lịch sử, sau hai lần thất bại trước đó.

### Chi tiết
| Crystal Palace | 1–0      | Manchester City |
| -------------- | -------- | --------------- |
| Eze 16'        | Chi tiết |                 |

| Crystal Palace | Manchester City |

| TM               | 1  | Dean Henderson       | 90+1' |     |
| HV               | 26 | Chris Richards       |       |     |
| HV               | 5  | Maxence Lacroix      |       |     |
| HV               | 6  | Marc Guéhi (đ.t)     |       | 61' |
| TV               | 12 | Daniel Muñoz         |       |     |
| TV               | 20 | Adam Wharton         |       | 87' |
| TV               | 18 | Daichi Kamada        |       |     |
| TV               | 3  | Tyrick Mitchell      |       |     |
| TĐ               | 7  | Ismaïla Sarr         |       |     |
| TĐ               | 10 | Eberechi Eze         |       |     |
| TĐ               | 14 | Jean-Philippe Mateta |       | 78' |
| Dự bị:           |    |                      |       |     |
| TM               | 30 | Matt Turner          |       |     |
| HV               | 2  | Joel Ward            |       |     |
| HV               | 17 | Nathaniel Clyne      |       |     |
| HV               | 25 | Ben Chilwell         |       |     |
| TV               | 8  | Jefferson Lerma      |       | 61' |
| TV               | 19 | Will Hughes          |       | 87' |
| TV               | 55 | Justin Devenny       |       |     |
| TĐ               | 9  | Eddie Nketiah        |       | 78' |
| TĐ               | 21 | Romain Esse          |       |     |
| Huấn luyện viên: |    |                      |       |     |
| Oliver Glasner   |    |                      |       |     |

| TM               | 18 | Stefan Ortega         |       |     |
| HV               | 25 | Manuel Akanji         |       |     |
| HV               | 3  | Rúben Dias            | 82'   |     |
| HV               | 24 | Joško Gvardiol        |       |     |
| HV               | 75 | Nico O'Reilly         | 66'   |     |
| TV               | 20 | Bernardo Silva        | 75'   | 88' |
| TV               | 17 | Kevin De Bruyne (đ.t) | 85'   |     |
| TV               | 26 | Savinho               |       | 76' |
| TĐ               | 7  | Omar Marmoush         |       | 76' |
| TĐ               | 11 | Jérémy Doku           |       |     |
| TĐ               | 9  | Erling Haaland        |       |     |
| Dự bị:           |    |                       |       |     |
| TM               | 31 | Ederson               |       |     |
| HV               | 22 | Vitor Reis            |       |     |
| HV               | 45 | Abdukodir Khusanov    |       |     |
| TV               | 10 | Jack Grealish         |       |     |
| TV               | 14 | Nico González         |       |     |
| TV               | 19 | İlkay Gündoğan        |       | 88' |
| TV               | 27 | Matheus Nunes         |       |     |
| TV               | 30 | Claudio Echeverri     | 90+4' | 76' |
| TĐ               | 47 | Phil Foden            |       | 76' |
| Huấn luyện viên: |    |                       |       |     |
| Pep Guardiola    |    |                       |       |     |

| Cầu thủ xuất sắc nhất trận đấu: Daniel Muñoz (Crystal Palace) Trợ lý trọng tài: Adam Nunn (Wiltshire) Dan Robathan (Norfolk) Trọng tài thứ tư: Darren England (Sheffield & Hallamshire) Trợ lý trọng tài dự bị: Craig Taylor (Staffordshire) Trợ lý trọng tài video: Jarred Gillett (Liverpool) Trợ lý tổ trợ lý trọng tài video: Michael Salisbury (Lancashire) Trợ lý tổ trợ lý trọng tài video: Darren Cann (Norfolk) | Luật thi đấu - 90 phút - 30 phút hiệp phụ nếu cần - Sút luân lưu nếu tỷ số vẫn hòa - Chín cầu thủ dự bị được nêu tên - Tối đa năm lần thay người, với lần thứ sáu được phép trong hiệp phụ - Mỗi đội chỉ được thực hiện sự thay đổi cầu thủ tối đa ba lượt (nếu trận đấu bước vào hiệp phụ thì được thêm 1 lượt thay), không kể số lần thay đổi cầu thủ trong thời gian nghỉ giữa hai hiệp thi đấu chính thức, trước khi bắt đầu hiệp phụ và giữa hai hiệp phụ. |

## Sau trận đấu
Với việc vô địch cúp FA, đây là chiếc cúp lớn đầu tiên trong 120 năm lịch sử chuyên nghiệp của Crystal Palace. Ngoài ra, chức vô địch cũng giúp Crystal Palace lần đầu tiên dự UEFA Europa League trong lịch sử. Sau trận đấu, thủ môn Crystal Palace Dean Henderson chủ động đến gần Guardiola, nhưng vị huấn luyện viên Man City xua tay và không muốn bắt tay. Trong buổi họp báo sau trận, ông cho rằng Henderson câu giờ và tỏ thái độ không hài lòng. Trong khi đó, huấn luyện viên Oliver Glasner của Crystal Palace mô tả chiến thắng như "khoảnh khắc để đời" với các cổ động viên đội bóng.
Tưởng chừng như Crystal Palace sẽ được góp mặt tại UEFA Europa League 2025–26 (UEL), nhưng vấn đề xảy đến khi Olympique Lyonnais cũng giành được suất tham dự giải này nhờ vị trí thứ 6 trong mùa giải Ligue 1 2024–25. Đáng chú ý là cả hai câu lạc bộ đều cùng thuộc sở hữu của tỷ phú người Mỹ John Textor, và theo quy định của UEFA, các đội bóng cùng chủ sở hữu không được chơi chung một giải đấu cấp châu lục. UEFA sau đó quyết định cho Lyon thi đấu tại UEL, còn Crystal Palace bị giáng xuống UEFA Conference League 2025–26 (trong khi suất tham dự UEL được chuyển cho Nottingham Forest). Đội bóng này sau đó kháng cáo lên tòa án Trọng tài Thể thao (CAS), song thất bại.